# Freds Skolen
Freds Skolen, beliggende i Roskilde,er en selvejende institution,for to-sprogede elever, som er oprettet i 2003. Skolen har i 2021, ca. 150 elever.
Der undervises fra 0. til 9. klasse, og skolen har en skolefritidsordning.

## Ekstern henvisning
1. ↑  Freds skole på  uddannelsesstatistik.dk

- Freds Skolens hjemmeside Arkiveret 14. januar 2011 hos  Wayback Machine

| Skole | Spire Denne artikel om en skole, en uddannelsesinstitution eller uddannelse er en spire som bør udbygges. Du er velkommen til at hjælpe Wikipedia ved at udvide den. |